# Christian Stadlhofer

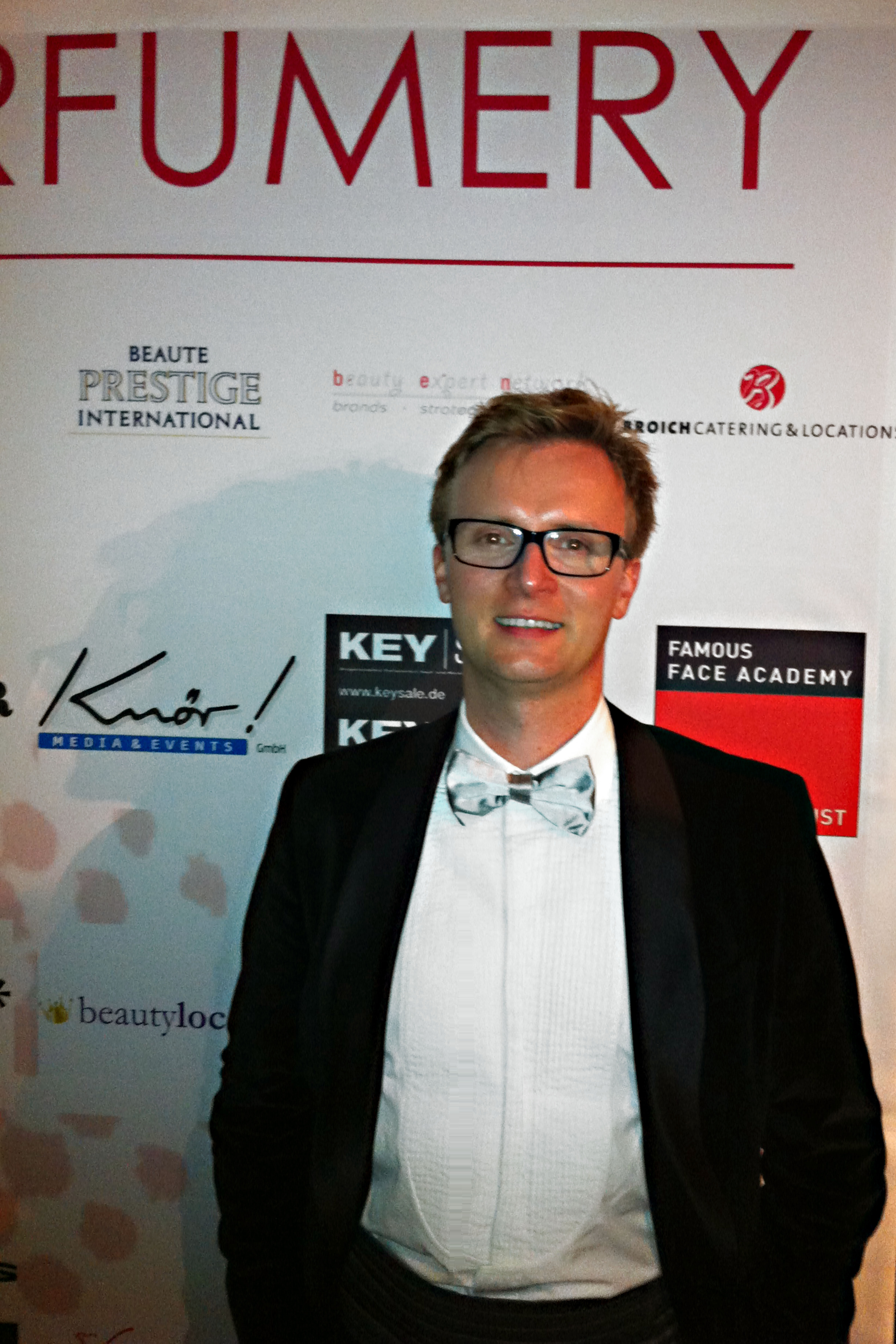
Christian Stadlhofer

Christian Stadlhofer (* 26. Juli 1980 in Stanz im Mürztal) ist ein österreichischer Regisseur und Musicaldarsteller.

## Leben
Christian Stadlhofer wuchs im steirischen Mürztal auf und sammelte dort seine ersten Bühnenerfahrungen in Schultheaterprojekten. Nach einem kurzen Studienaufenthalt in Wien ging er nach Deutschland, um an der Essener Folkwang Universität der Künste ein Musicalstudium zu absolvieren. Während des Studiums stand er in Produktionen der Hochschule auf der Bühne, u. a. als Frank Shepard in Stephen Sondheims Merrily We Roll Along sowie als Kurt in Feuergesicht und als Orestes in Hofmannsthals Elektra.
Engagements führten ihn an verschiedene Bühnen in Deutschland, Österreich, der Schweiz, Luxemburg und Südtirol, zum Beispiel in I puritani an das Aalto-Theater in Essen, unter der Regie von Gil Mehmert ans Münchner Volkstheater, an das Schauspielhaus Bochum, als Nick in Fame an das Musiktheater im Revier, als Lord Evelyn Oakleigh in Cole Porters Anything Goes in der Inszenierung von Josef Ernst Köpplinger an die Oper Graz, zudem als Percy in Frank Wildhorns The Scarlet Pimpernell zu den Schlossfestspielen Ettlingen, an das Theater St. Gallen und ans Stadttheater Klagenfurt.
Neben seiner Tätigkeit auf der Bühne war Christian Stadlhofer über zehn Jahre lang am BORG Kindberg als Regisseur, Choreograf und Dozent für darstellendes Spiel für Schulproduktionen von Jesus Christ Superstar, We Will Rock You, Grease, Cabaret und Crazy For You verantwortlich.
Von 2008 bis 2011 war Christian Stadlhofer in dem Musical Tanz der Vampire als kauziger Vampirforscher Professor Abronsius zu sehen. Er verkörperte diese Rolle in Oberhausen und Stuttgart.
Christian Stadlhofer ist auch im Kleinkunstbereich tätig. In seinem Soloabend Don’t Fence Me In erzählt er vom Leben und Schaffen Cole Porters. Sein Programm Ich Weine Nicht Mehr ist ein humorvoller Bericht über die Jobsuche als Musicaldarsteller.
Seit 2013 ist Christian Stadlhofer als Regisseur und Choreograf tätig. Er inszenierte die Südtiroler Erstaufführung von Jason Robert Browns Die Letzten 5 Jahre, Non(n)sense und Georg Kreislers Heute Abend: Lola Blau für das Südtiroler MurX-Theater sowie die Uraufführung der Rockoper Ein Lied von Freiheit am Consol Theater Gelsenkirchen.
Als Mitarbeiter von renommierten Regisseuren wie Gil Mehmert, Melissa King und Katharina Wagner betreute er Inszenierungen von Sunset Blvd., Singin’ In The Rain, Tristan und Isolde, Hair, Goethe! Auf Liebe und Tod, Lohengrin, Hairspray und Fidelio. Diese Arbeiten führten in an das Staatstheater Nürnberg, das Münchner Gärtnerplatztheater, die Bayreuther Festspiele, das Prager Nationaltheater, die Oper Dortmund und das New National Theater Tokyo.
Gemeinsam mit Hardy Rudolz brachte Christian Stadlhofer 2015 eine Tourneeversion von Cole Porters Kiss me Kate auf die Bühne. Diese war im gesamten Deutschsprachigen Raum zu sehen. 2016 entwickelten die beiden gemeinsam mit Choreograf Vanni Viscusi eine der ersten freien Inszenierungen von Andrew Lloyd Webbers Cats für die Luisenburg-Festspiele. Nach zwei ausverkauften Spielzeiten ist die Produktion mit fast 72.000 verkauften Karten die erfolgreichste Produktion in der Geschichte der ältesten deutschen Freilichtbühne.
Stadlhofer engagiert sich aktiv in der Initiative Uptempo e.V. für den deutschsprachigen Musicalnachwuchs. In diesem Zusammenhang kreierte er 2017 und 2018 Düsseldorfer Capitol Theater und die Show Musical Academy.
Von Oktober 2017 bis Dezember 2018 war seine Inszenierung von Grease auf einer Tournee im gesamten deutschsprachigen Raum unterwegs.
Von 2018 bis 2020 war Christian Stadlhofer Künstlerischer Leiter des Stage Metronom Theaters in Oberhausen und hat in dieser Funktion die Produktionen Bat Out of Hell und Tanz der Vampire betreut.

## Engagements (Auswahl)
- 2004–2005 div. Rollen in Kleiner Mann Was Nun? am Münchner Volkstheater
- 2005 als Nick in Fame am Musiktheater im Revier Gelsenkirchen
- 2005–2006 als Peter Munk in Das Kalte Herz am Schauspielhaus Bochum
- 2006–2007 als Lord Evelyn Oakleigh in Anything Goes an der Oper Graz
- 2008 u. a. als Percy in The Scarlet Pimpernell bei den Schlossfestspielen Ettlingen
- 2009–2011 als Professor Abronsius in Tanz der Vampire in Oberhausen und Stuttgart
- 2013 als Jamie Wellerstein in Die Letzten 5 Jahre

## Inszenierungen
- 2013 The Last 5 Years (Die Letzten 5 Jahre) – Jason Robert Brown
- 2013 Ein Lied von Freiheit – Mario Stork
- 2014 Non(n)sens – Dan Goggin
- 2015 Heute Abend: Lola Blau – Georg Kreisler
- 2015 Kiss Me Kate – Porter | Spewack
- 2016 Cats – Andrew Lloyd Webber | T.S. Eliot
- 2017 Grease – Warren Casey | Jim Jacobs
- 2021 Gaslicht – Patrick Hamilton